# Леклерк, Себастьян Старший
Себастьян Леклерк, или Ле Клер, называемый Старшим (фр. Sébastien Leclerc, Leclere, 26 сентября 1637, Мец — 25 октября 1714, Париж) — французский инженер, геометр, рисовальщик и гравёр. Мастер репродукционной гравюры в технике офорта. Родом из Лотарингии, исторической области на северо-востоке Франции.

## Художники по фамилии «Леклерк»
Под именем Леклерк (Ле Клер) известно множество французских и фламандских художников, которые работали во Франции, в Германии, Швейцарии, Англии. Вероятно, многие из них, как и большинство семей ремесленников и гравёров, были протестантами. Отсюда столь широкая география. Так, например, известна большая семья живописцев и художников-медальеров XVII—XVIII веков из Руана, представители которой работали в названных странах. Самый известный из них, Габриэль Ле Клерк Первый, подписывал свои работы инициалами «GLC». Жан Ле Клер, или Леклерк (ок. 1587—1633), — живописец и гравёр лотарингской школы из Нанси. Учился в Италии у караваджиста Карло Сарачени. В 1623 году он получил дворянство как придворный живописец короля Людовика XIII. Стиль живописных работ Жана Леклерка близок «ночным сценам» его современника, выдающегося лотарингца Жоржа де Латура. Другой Жан Леклерк, гравёр, работал в начале XVII века в Париже под инициалами «JLC» или «JCL».

## Семья и деятельность Себастьяна Леклерка Старшего

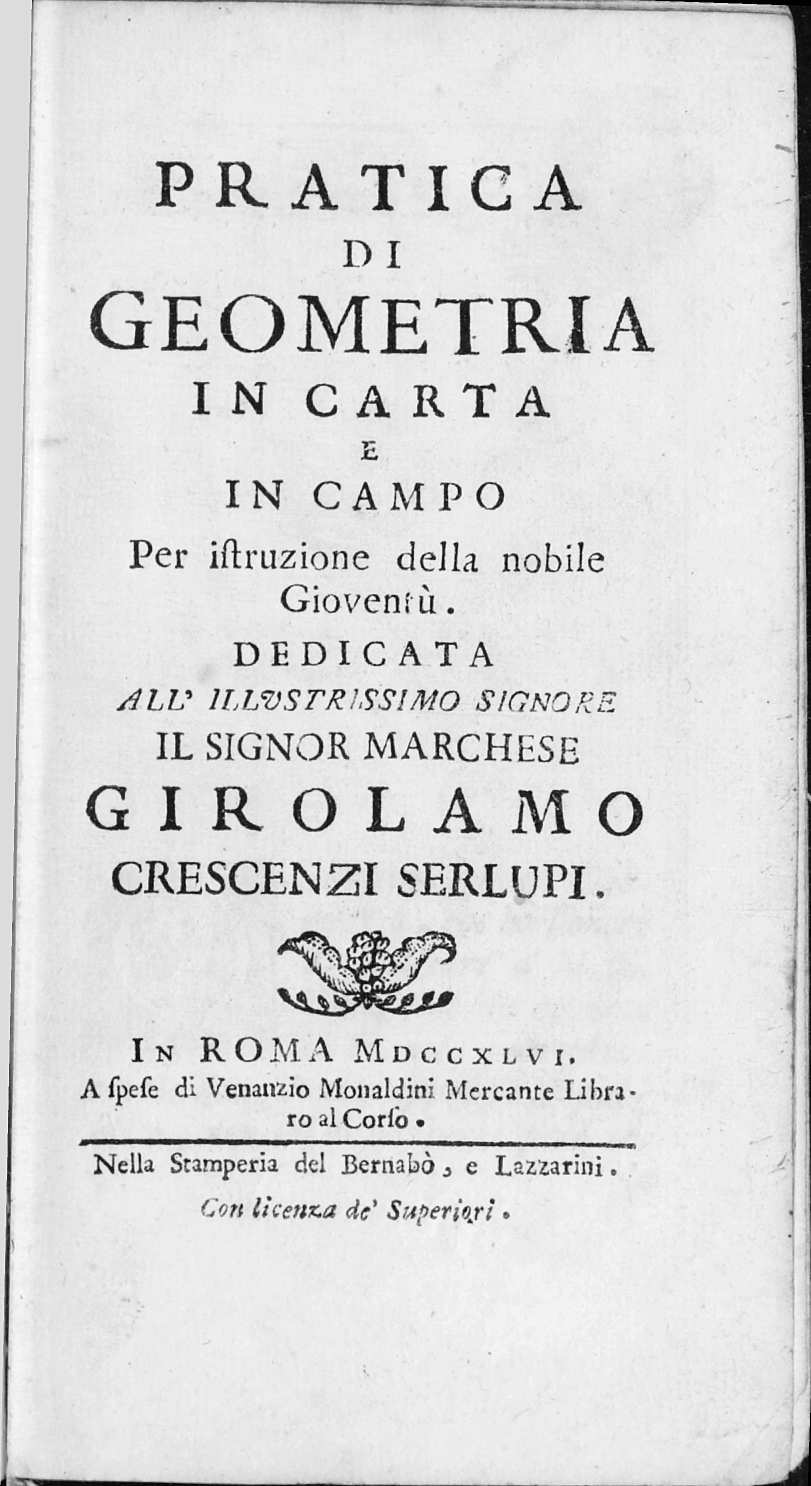
Титульный лист издания «Практика геометрии на бумаге и в поле для обучения благородной молодежи». Рим, 1746

Себастьян Леклерк, или Ле Клерк, из Меца (Лотарингия), был сыном Лорана Леклерка (1590—1695), местного ювелира и торговца, который обучил его основам ювелирного дела. Себастьян рисовал, писал акварелью и гравировал по оригиналам других художников. В 1665 году он отправился в Париж, где стал изучать физику, геометрию, фортификацию и инженерное дело.
Себастьян работал в основном в Париже, гравировал иллюстрации для различных научных и популярных изданий. В 1668 году в Париже была опубликована иллюстрированная им книга «Практическая геометрия» (Géométrie Pratique). В 1673 году Леклерк женился на одной из дочерей королевского красильщика тканей по имени Ванденкерховен. У Леклерка и его жены было шесть сыновей и четыре дочери. Один из них, Себастьян Леклерк Младший (1676—1763), получил известность в качестве живописца. Его внук (сын Себастьяна Младшего) — Жак-Себастьян Леклерк — также живописец.
Себастьян Леклерк стал инженером-географом маршала де ла Ферте. За это время он выполнил планы нескольких крепостей в районе Меца. Однако, когда он услышал, что король выдал один из его рисунков за работу другого художника, он не смог вынести оскорбления и бросил работу. Желая усовершенствовать свои навыки в военной инженерии, около 1665 года Леклерк переехал в Париж. При нём были рекомендательные письма к первому живописцу короля Шарлю Лебрену. Увидев рисунки и гравюры Леклерка, Лебрен посоветовал ему оставить науку и посвятить себя исключительно рисованию и гравированию под его руководством. С таким покровителем репутация художника быстро выросла. Многие издатели хотели иметь его гравюры в качестве иллюстраций.
Ле Клерк участвовал в политике Кольбера, способствуя деятельности Королевской академии наук, созданной в 1666 году. В 1672 году Леклерк присоединился к Королевской академии живописи и скульптуры, в которой стал преподавать научную перспективу. Он работал для «Королевского кабинета» Людовика XIV, стал «гравёром короля» (graveur du Roi), а также служил чертёжником и военным инженером.
Всесильный министр Жан-Батист Кольбер привлёк Леклерка к работе на Мануфактуре Гобеленов в качестве картоньера (рисовальщика подготовительных картонов для шпалер).
В 1706 году Папа Климент XI пожаловал ему титул Римского кавалера (Сavaliere Romano). В 1710 году Леклерк из-за ухудшения зрения на какое-то время был вынужден оставить работу. Он умер в Париже в 1714 году. В тот год он завершал работу над теоретическим «Трактатом об архитектуре» (Traité d’Architecture). Этот богато иллюстрированный трактат по архитектуре был переведен на английский язык издателем и переводчиком Эфраимом Чемберсом под заглавием «Трактат по архитектуре с замечаниями и наблюдениями». Это издание служило незаменимым пособием для архитекторов, оформителей интерьера и лепщиков-декораторов XVIII—XIX веков.
Выставка произведений Себастьяна Леклерка проходила в муниципальной библиотеке города Меца 27 мая — 26 июля 1980 года.

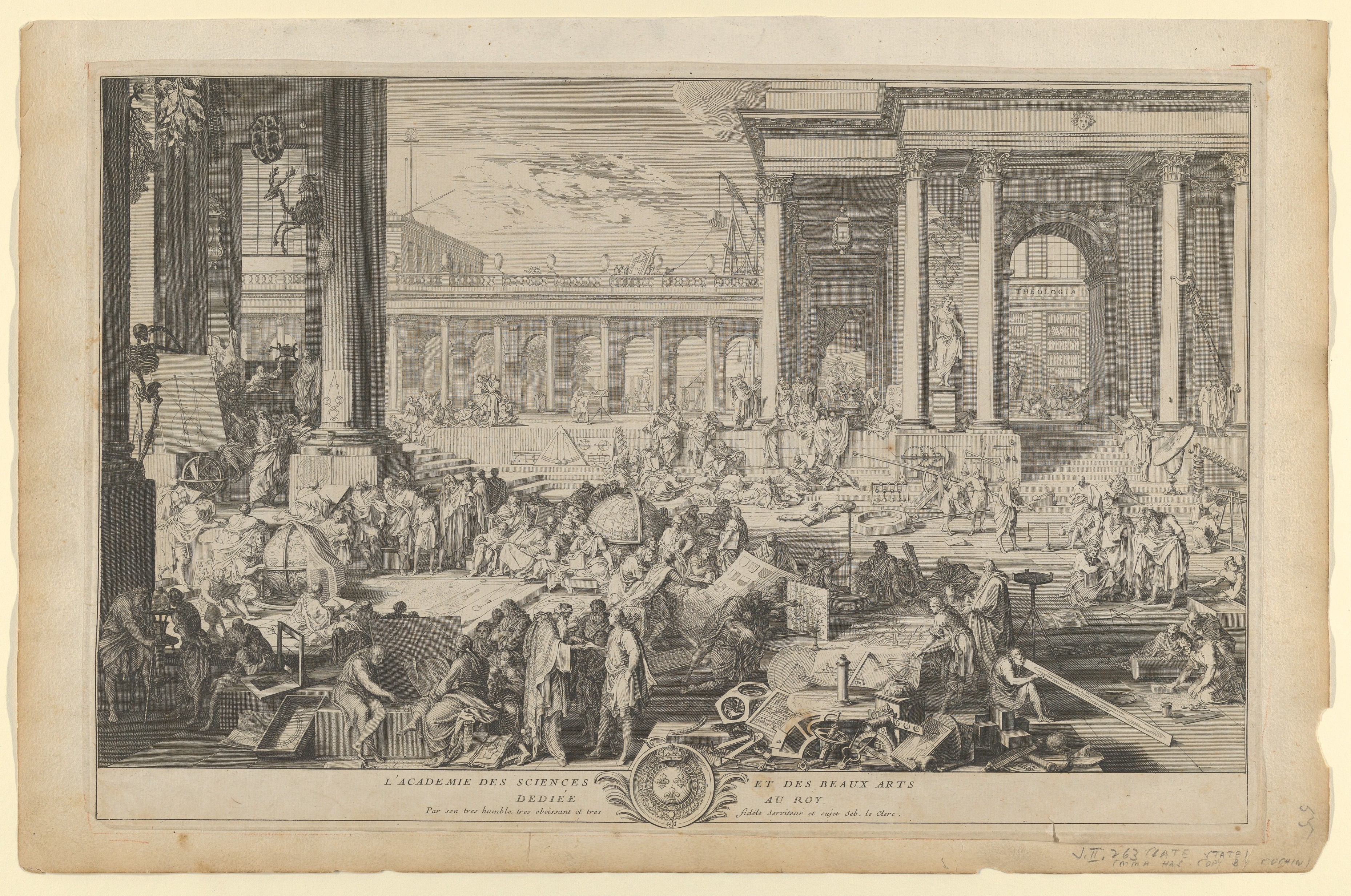
Академия наук и изящных искусств. 1698. Офорт. Метрополитен-музей, Нью-Йорк
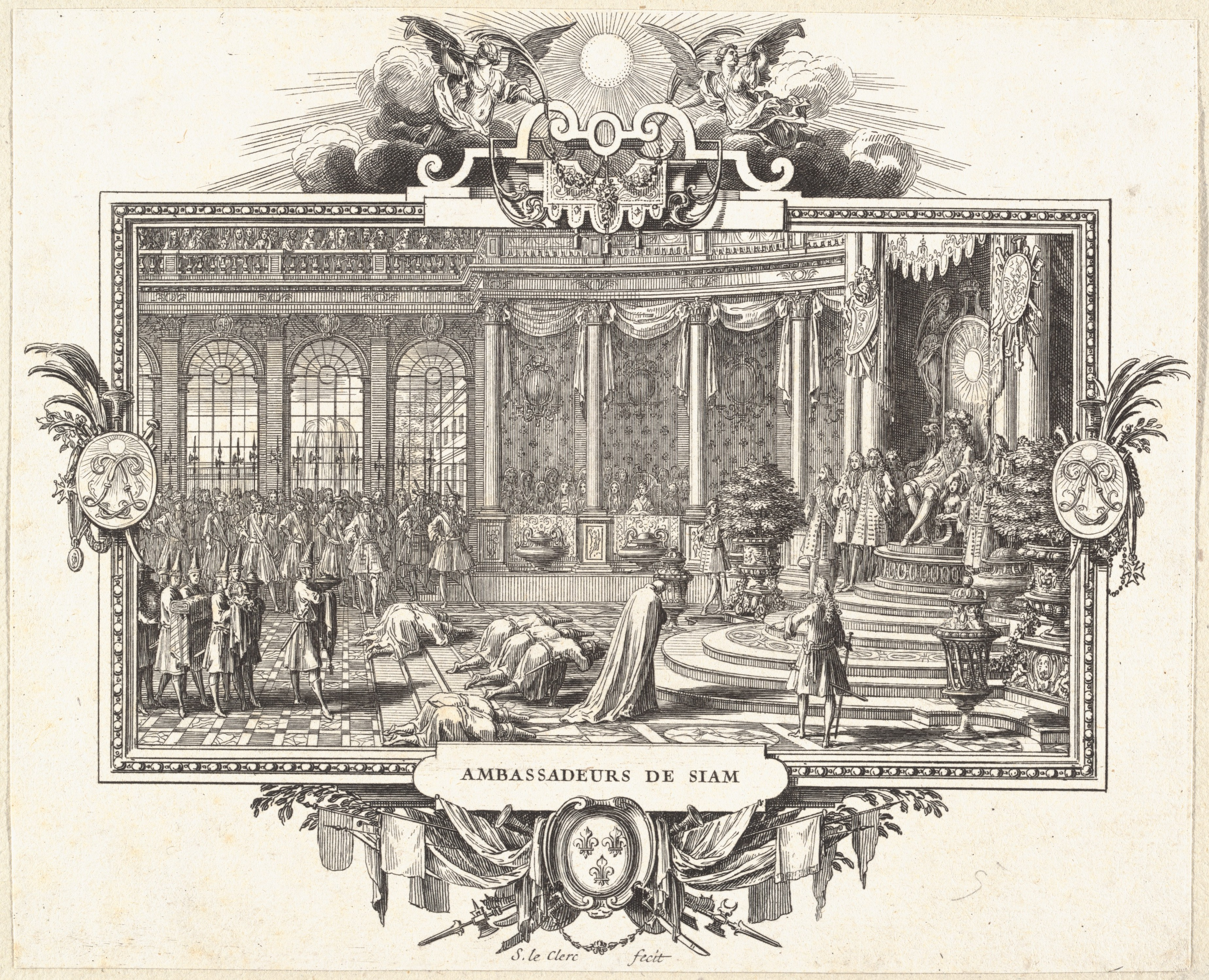
Посол Сиама перед Людовиком XIV. Офорт. Метрополитен-музей, Нью-Йорк
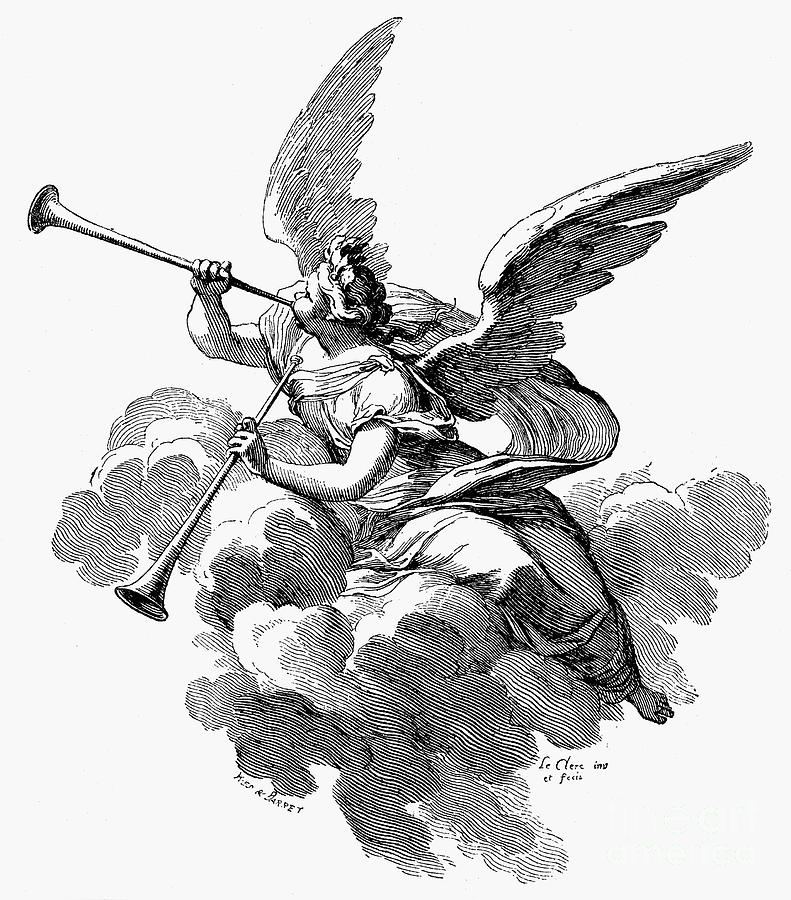
Кроселл (трубящий дух). Прорисовка детали шпалеры «Четыре времени года». 1690
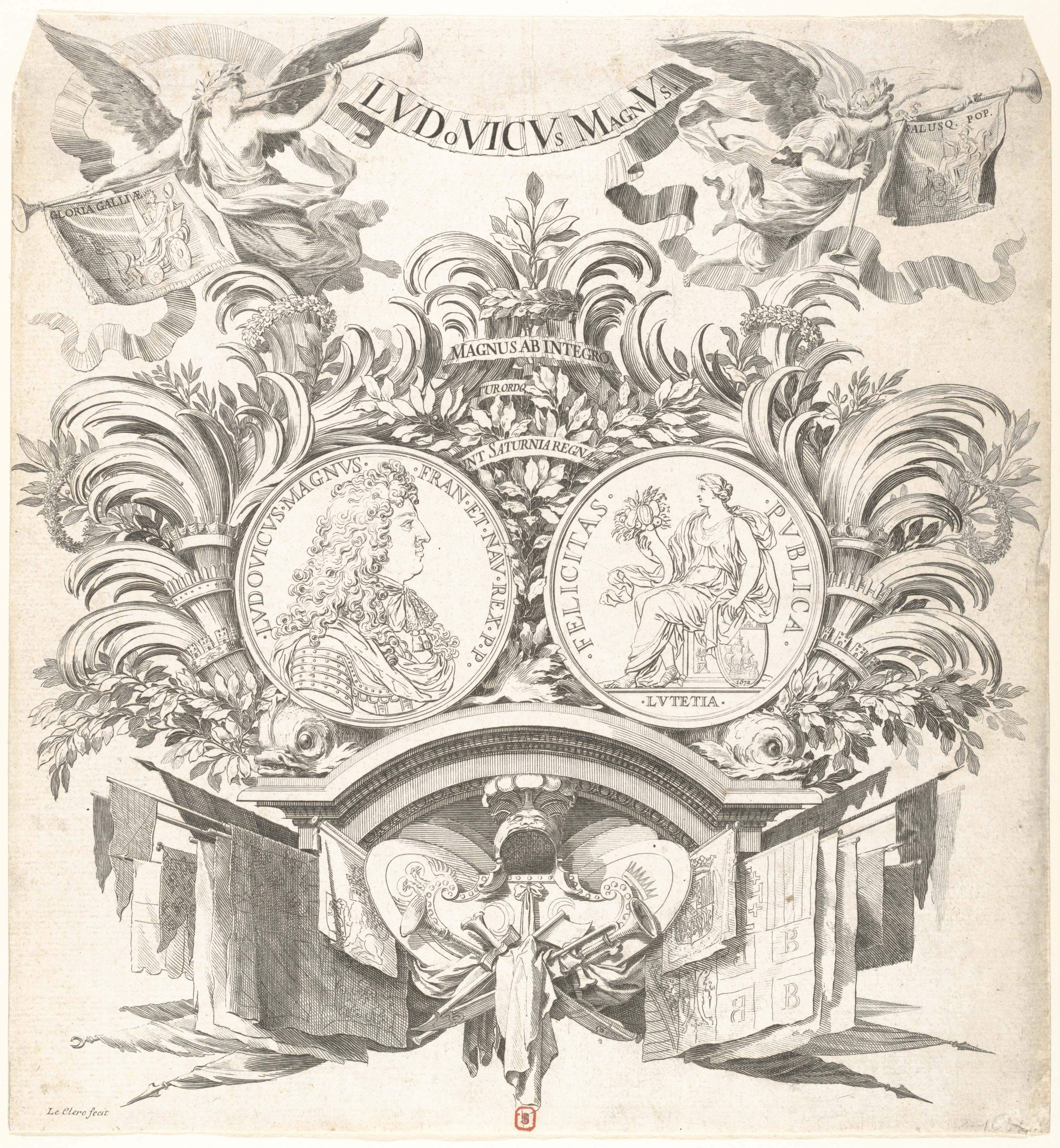
Аллегорическая медаль в честь Людовика XIV. Офорт. Метрополитен-музей, Нью-Йорк
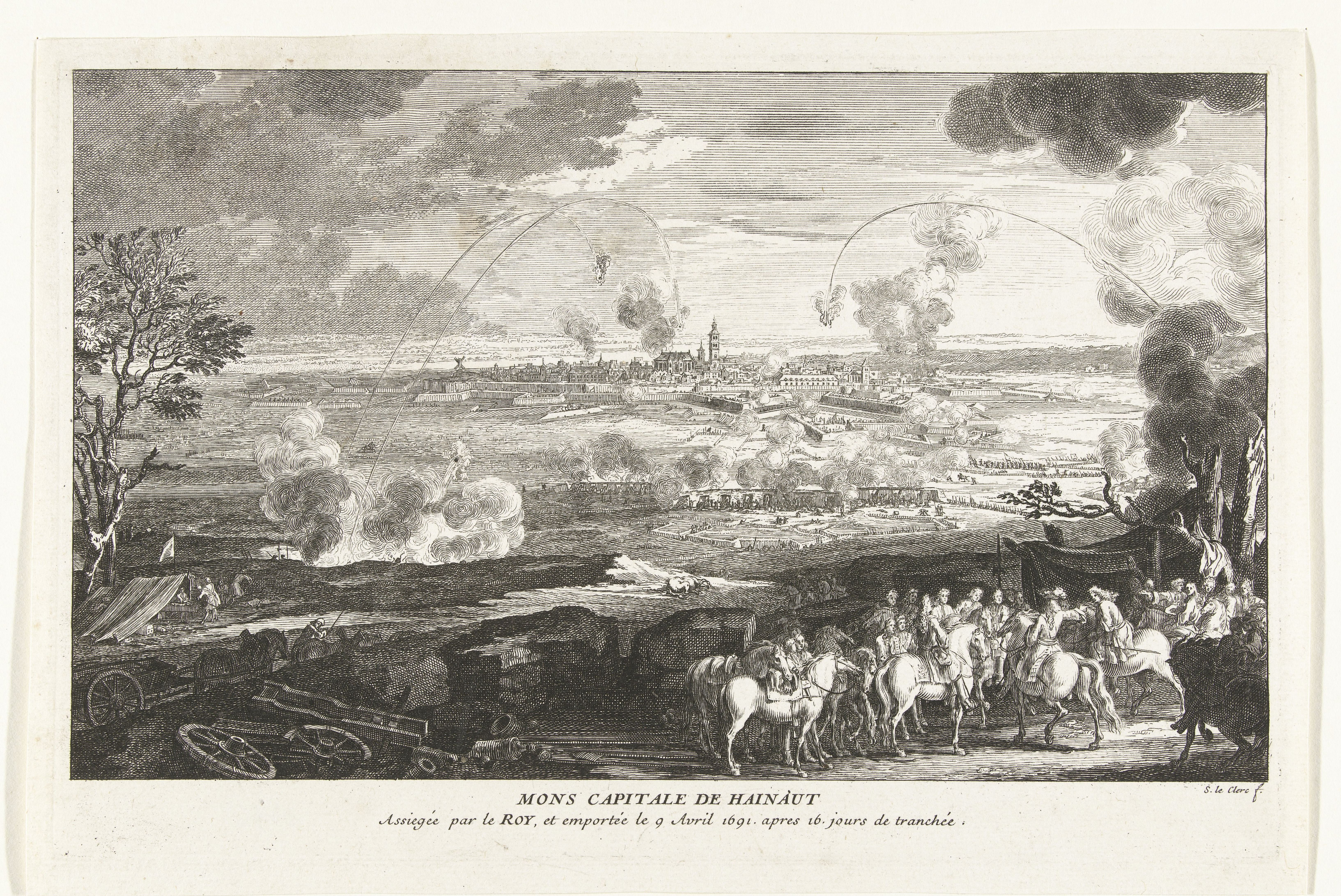
Осада и взятие Белега ван Бергена в Хенегувене 9 апреля 1691 года. Офорт. Рейксмюсеум, Амстердам
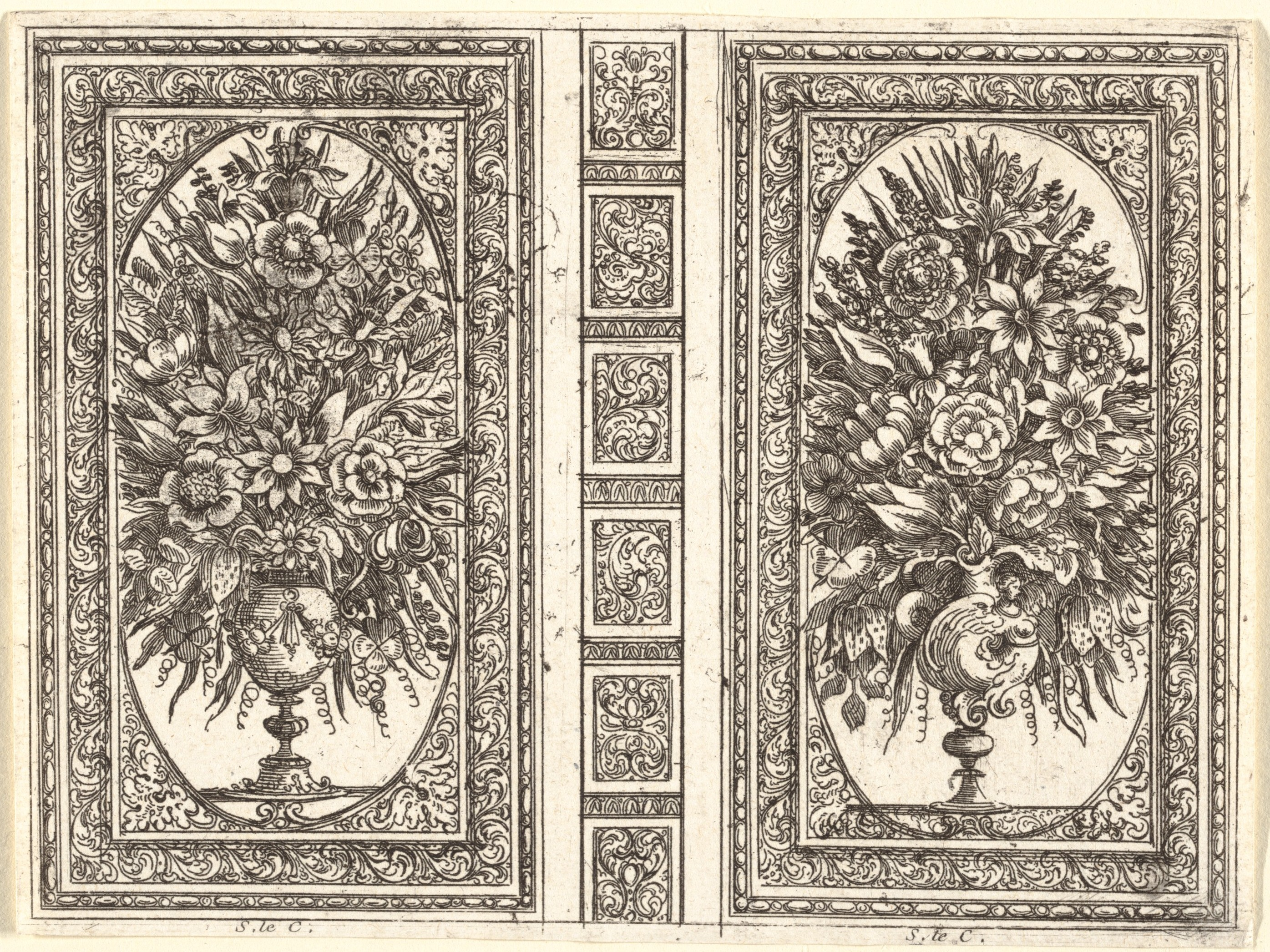
Проект книжной обложки. Офорт. Метрополитен-музей, Нью-Йорк
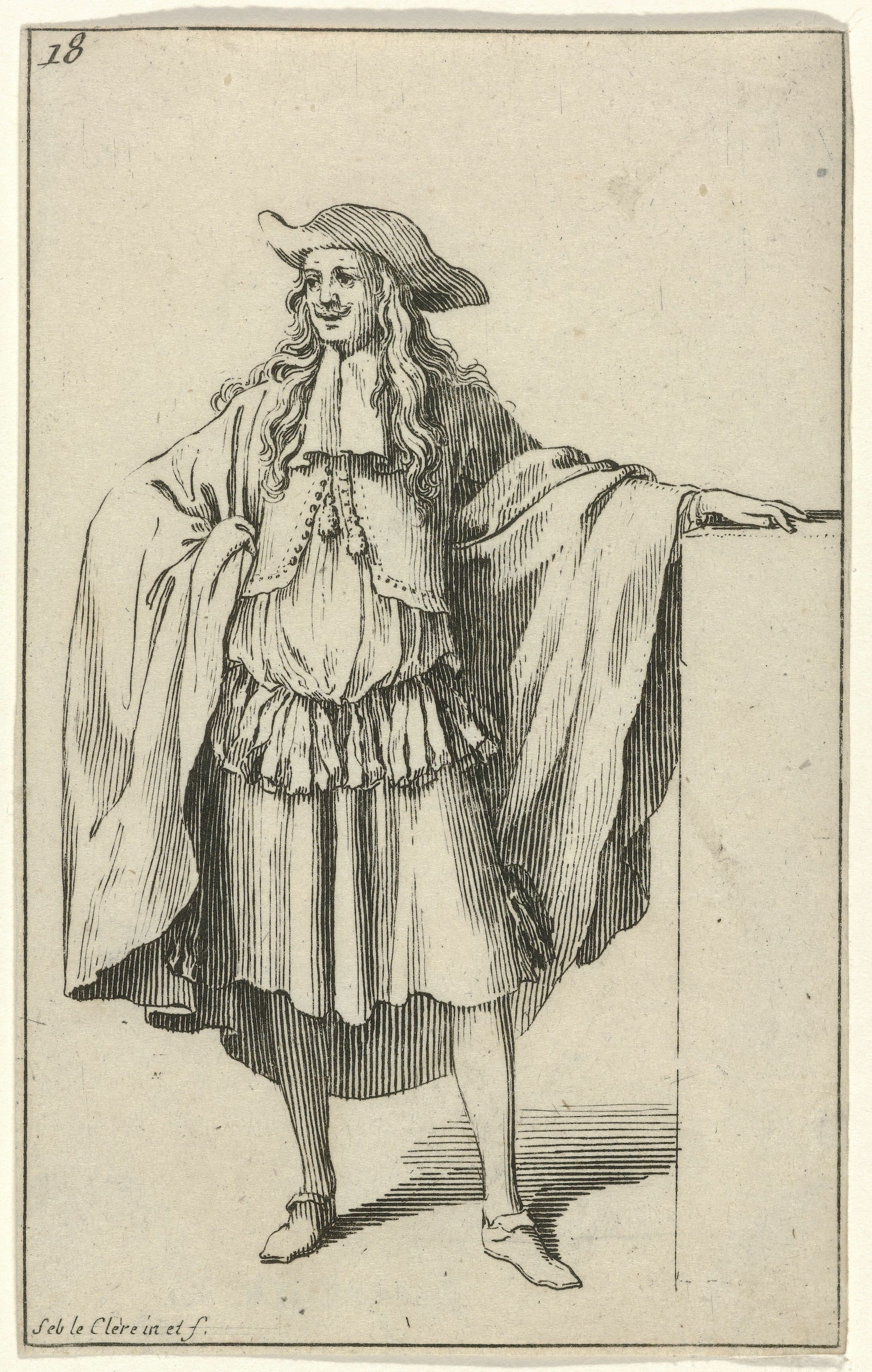
Кавалер в костюме с ренгрейвом и мантией. Офорт из серии «Модные фигурки, посвящённые герцогу Бургундскому
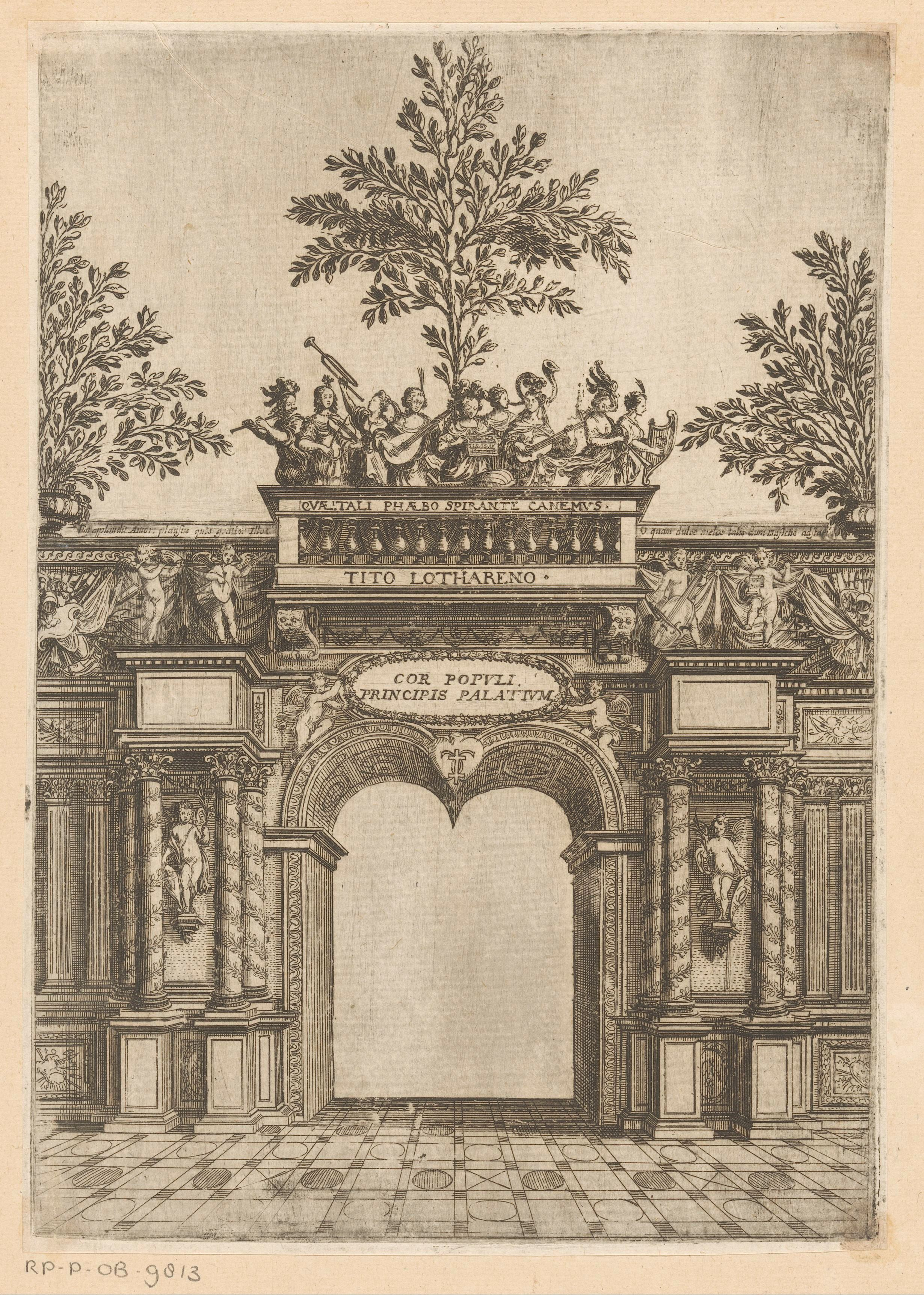
Триумфальная арка с музыкантами. Офорт из серии «Памятники и торжества во время въезда Карла IV в Нанси в 1641 году. Рейксмюсеум, Амстердам

## Теоретические сочинения
- Тезаурус практической геометрии. 1737
- Практика геометрии на бумаге и в поле для обучения благородной молодежи 1746
- Принципы проектирования. Серия «Различная одежда древних греков и римлян». 1700
- Новая Система мира, соответствующая Священному Писанию. 1706
- Система видения на основе новых принципов. 1712
- Трактат об архитектуре: с замечаниями и наблюдениями, очень полезными для молодежи, желающей приобщиться к этому прекрасному искусству. 1714
- Трактат по теоретической и практической геометрии для художников, новое издание. 1764.